# Acosmetia tenuipennis
Acosmetia tenuipennis är en fjärilsart som beskrevs av George Francis Hampson 1909. Acosmetia tenuipennis ingår i släktet Acosmetia och familjen nattflyn. Inga underarter finns listade i Catalogue of Life.